# Fils du Cœur Immaculé de Marie
Pour les articles homonymes, voir CMF.
Les Fils du Cœur Immaculé de Marie (en latin Congregatio Missionariorum Filiorum Immacolati Cordis B.M.V. ou C.M.F.) ou missionnaires clarétains forment une congrégation cléricale missionnaire et enseignante de droit pontifical.

## Historique
Au début du XIXe siècle les gouvernements libéraux qui gouvernent l'Espagne (Juan Álvarez Mendizábal, Baldomero Espartero, Leopoldo O'Donnell) réalisent le désamortissement qui conduit à la sécularisation des biens de l'Église et à la dispersion des communautés religieuses.

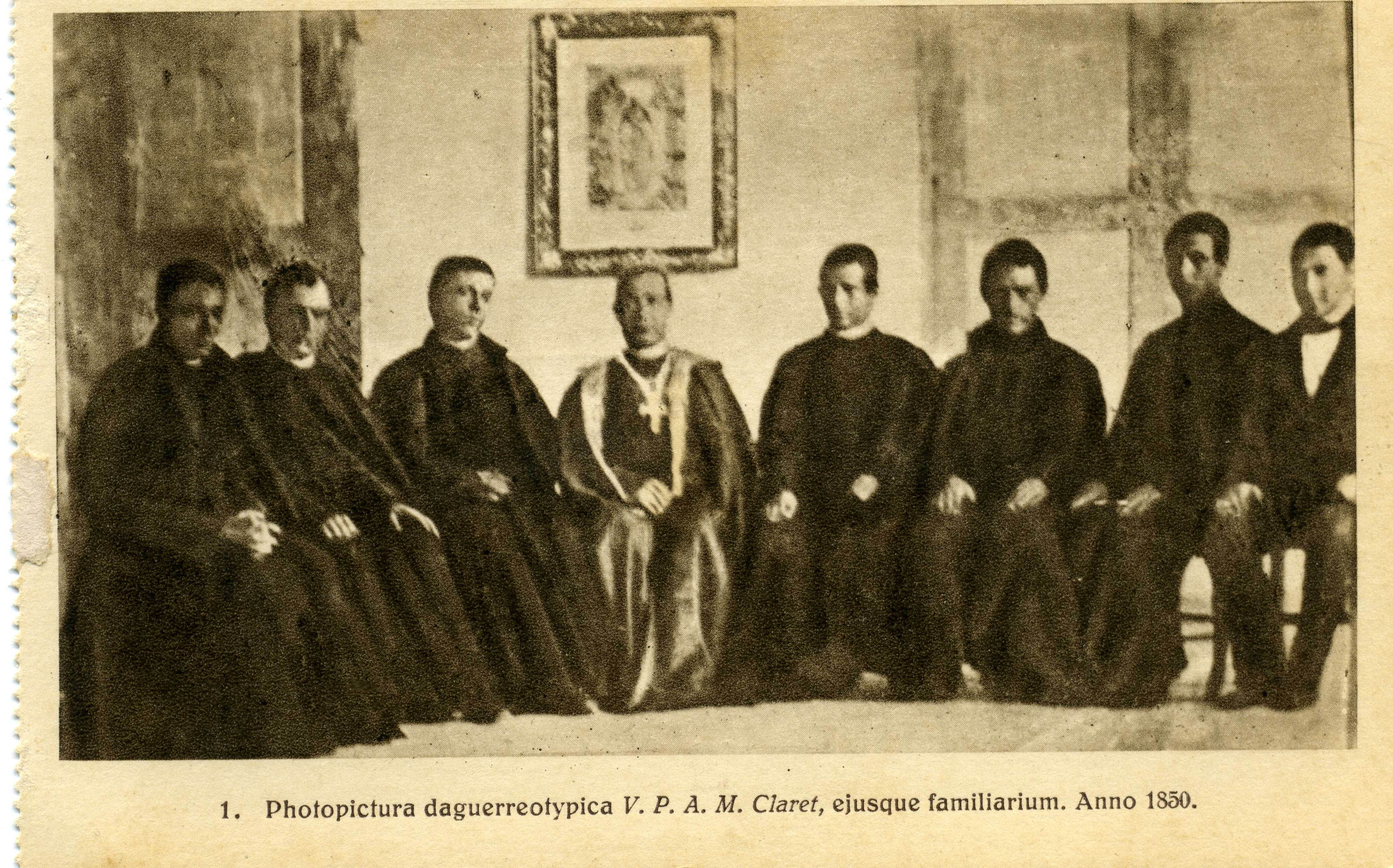
Antoine-Marie Claret entouré de ses collaborateurs en 1850.

Antoine-Marie Claret (1807-1870), après une expérience réussie comme missionnaire aux îles Canaries, fonde les Fils du Cœur Immaculé de Marie le 16 juillet 1849 au séminaire de Vic, au nord-est de l'Espagne, avec cinq compagnons (Esteban Sala, José Xifré, Jaíme Clotet, Domingo Fábregas, Manuel Vilaró) pour la prédication des missions paroissiales en Catalogne. Le 1er août 1847, le père Claret avait fondé une confrérie du cœur Immaculée de Marie basée sur celle de Paris (basilique Notre-Dame-des-Victoires de Paris), dont les membres portent un scapulaire blanc avec le cœur de Marie. Les clarétins propagent la confrérie et le scapulaire du Cœur Immaculé de Marie.

Un mois après la fondation, il est nommé archevêque de Santiago de Cuba et consacré évêque le 6 octobre 1850 dans la cathédrale de Vic. Il quitte la direction de l'institut, qui est consolidé et diffusé sous la direction de José Xifré, élu supérieur général en 1848 et qui gouverne jusqu'en 1899. À Cuba, le père Claret fonde avec la mère Marie Antonia París y Riera les religieuses de Marie Immaculée missionnaires clarétines.

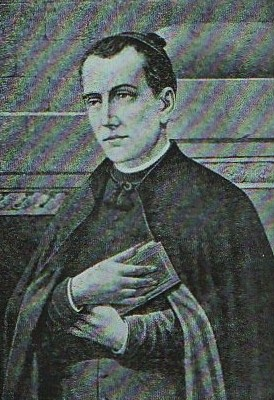
Francesc Crusats, premier martyr de l'ordre.

La congrégation reçoit du pape le décret de louange le 29 octobre 1860, leurs constitutions sont approuvées le 22 décembre 1865 et définitivement le 11 février 1870.
Lors de la révolution de 1868, Claret quitte l'Espagne et Xifré s'installe à Perpignan. Les évènements révolutionnaires causent la mort du premier martyr de l'ordre, Francesc Crusats, tué lors de l'assaut par la foule du couvent de Selva del Campo. En 1869, à l'invitation de Mgr Lavigerie, les premiers clarétains arrivent comme missionnaires en Algérie puis suivent les fondations du Chili et de Cuba en 1880. En 1883, le Saint-Siège leur confie la mission de Guinée équatoriale et en 1884 assume la direction religieuse du collège pontifical espagnol de Rome.

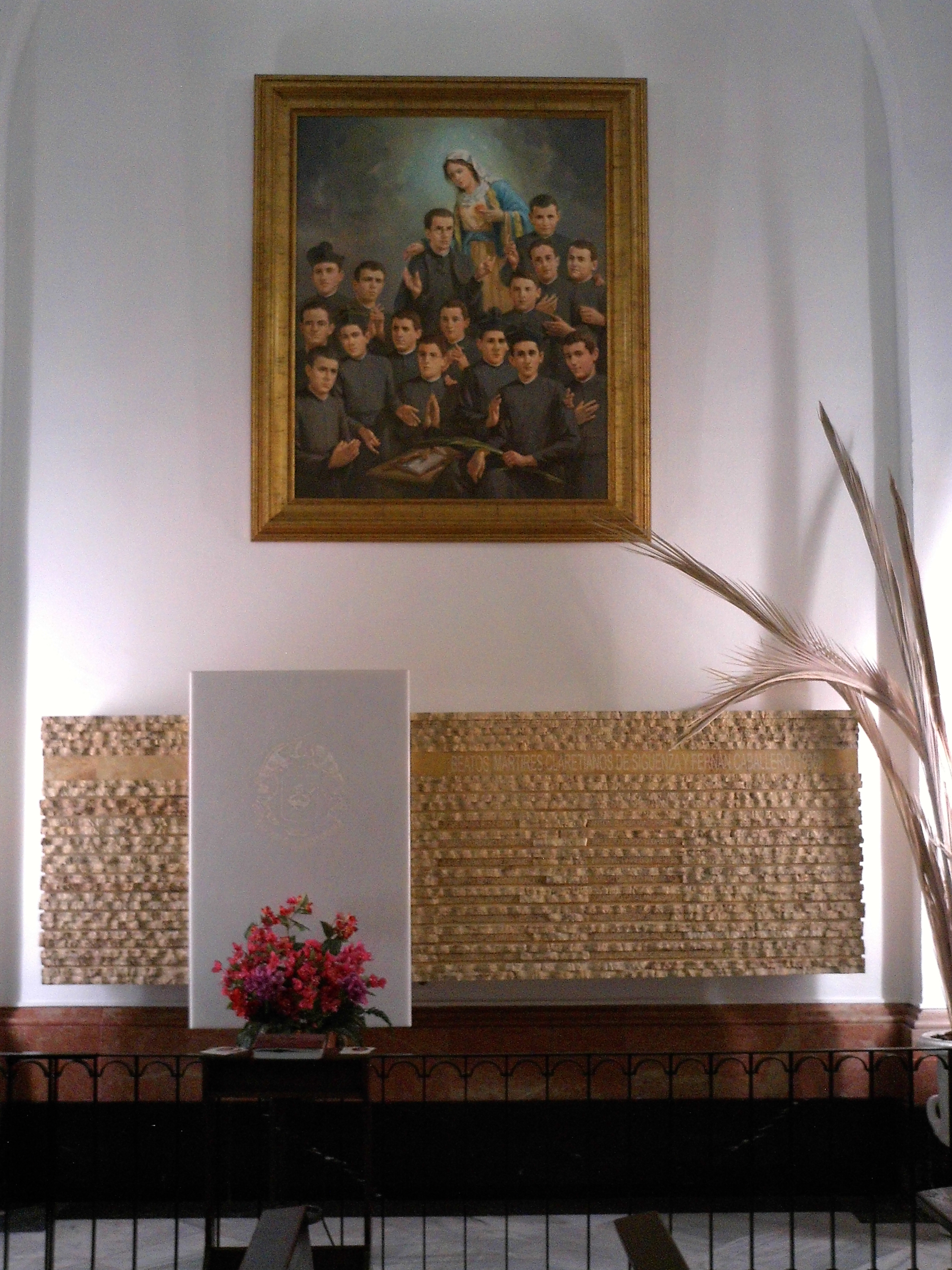
Tombeau des martys clarétains à Séville.

En 1914, dans le 16e arrondissement de Paris, ils créent dans une ancienne chapelle l'église du Cœur-Immaculé-de-Marie, où ils s'occupent de la Mission espagnole. Cette communauté parisienne contribue à sauver 155 personnes d'origine juive de la Shoah pendant l'Occupation en les cachant et en établissant pour eux de faux certificats de baptême.
La guerre des Cristeros occasionne le martyre d'autres membres de l'ordre, Andrés Solá y Molist, prêtre fusillé au Mexique le 25 avril 1927, durant la sur l'accusation d'avoir fait dérailler un train militaire,, et José Trinidad Rangel. Durant la guerre d'Espagne, l'ordre paie un lourd tribu, puisque 109 religieux clarétains trouvent la mort, dont 51 novices et formateurs fusillés sans procès du 2 au 15 août 1936 à Barbastro. Ils sont comptés parmi les martyrs de la guerre d'Espagne.

## Activité et diffusion
Les clarétains se consacrent à la prédication, aux missions, à l'éducation de la jeunesse et à l'apostolat par la presse.
Ils sont présents en :
- Europe : Allemagne, Autriche, Biélorussie, Espagne, France, Italie, Pologne, Portugal, Royaume-Uni, Russie, Slovénie, Suisse, Tchéquie.
- Afrique : Afrique du Sud, Angola, Cameroun, Côte d'Ivoire, République démocratique du Congo, Gabon, Ghana, Guinée équatoriale, Kenya, Mozambique, Nigéria, Ouganda, Sao Tomé-et-Principe, Tanzanie, Zimbabwe.
- Amérique : Argentine, Belize, Bolivie, Brésil, Canada, Chili, Colombie, Costa Rica, Cuba, République dominicaine, Équateur, États-Unis, Guatemala, Haïti, Honduras, Mexique, Nicaragua, Panama, Paraguay, Pérou, Porto Rico, Salvador, Uruguay, Venezuela.
- Asie : Chine, Corée du Sud, Inde, Indonésie, Japon, Malaisie, Philippines, Sri Lanka, Taïwan, Timor oriental, Vietnam.

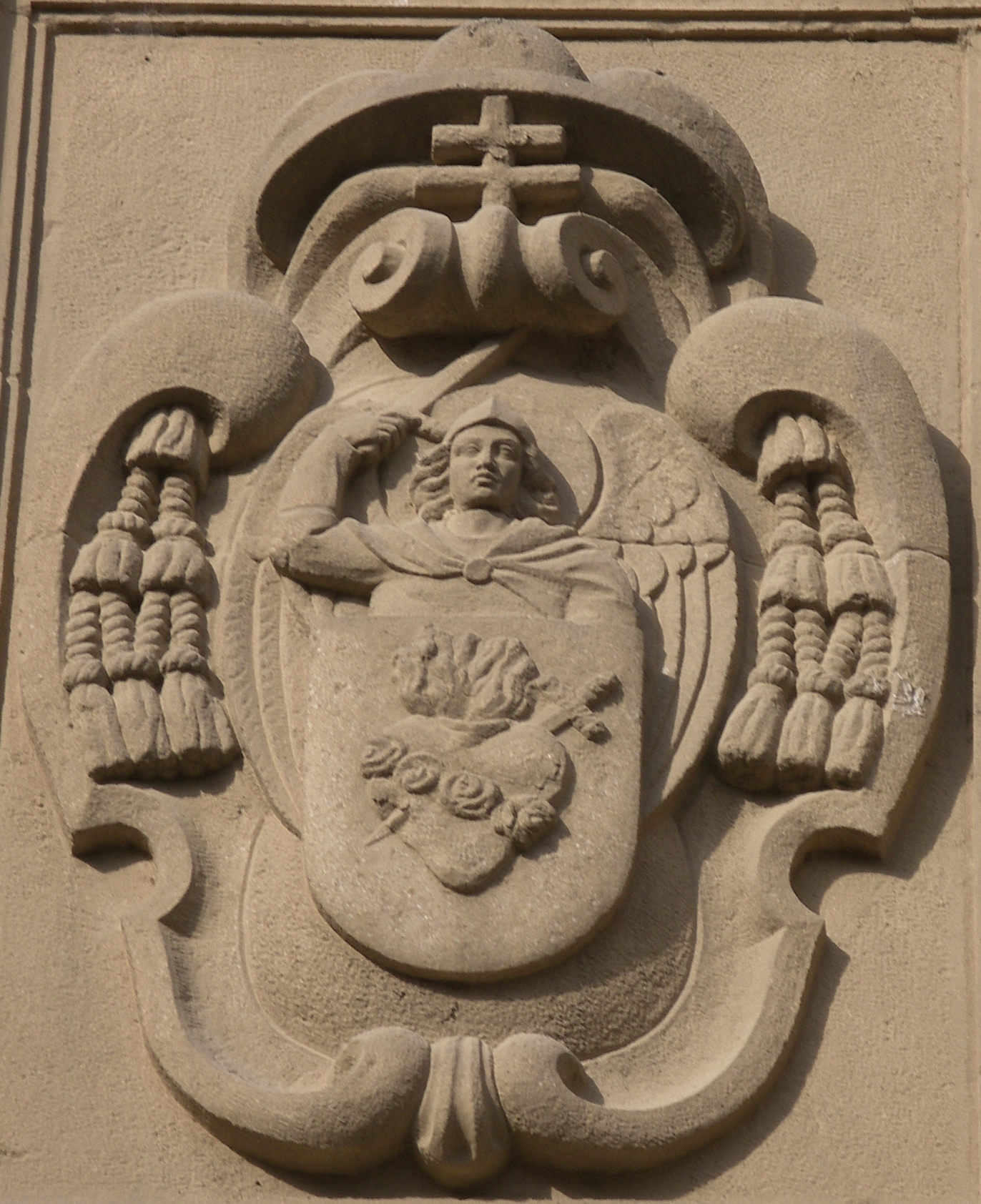
Armoiries de l'ordre à Vic, Espagne.

En 2015, ils sont 3 029 dont 19 évêques, 2 152 prêtres, 169 frères, 544 étudiants et 144 novices répartis en 484 maisons. La maison généralice est située à la basilique du Cœur-Immaculé-de-Marie dans le quartier Parioli de Rome. En 2022, l'ordre compte 2 970 membres dont 2 cardinaux, 25 évêques, 2 252 prêtres, répartis en 540 maisons.

## Clarétains notables
- Fernando Sebastian Aguilar, cardinal espagnol
- Aquilino Bocos Merino, cardinal espagnol
- Arcadio Larraona, cardinal espagnol
- Jesus Moure, prêtre et entomologiste brésilien
- José Trinidad Rangel, prêtre et martyr mexicain
- José Saraiva Martins, cardinal portugais
- Arturo Tabera Araoz, cardinal espagnol

## Source
- (it) Cet article est partiellement ou en totalité issu de l’article de Wikipédia en italien intitulé « Missionari figli del Cuore Immacolato di Maria » (voir la liste des auteurs).